# Annie Lorenz
Pour les articles homonymes, voir Lorenz.
Annie Lorenz, née à Brooklyn le 5 février 1879 et morte à Hartford le 11 juin 1927, est une botaniste américaine, spécialiste des hépatiques.

## Biographie
Annie Lorenz est née à Brooklyn le 5 février 1879. Son père, William A. Lorenz, un ingénieur, est le fils d'un immigré allemand dont l'épouse venait de France. La mère d'Annie, Mary Wilcox Green, est originaire de Nouvelle-Angleterre.
Très jeune Annie Lorenz s'intéresse à la botanique sous l'égide de George Golding Kennedy et Edwin Faxon, lors de vacances au lac Willoughby dans le Vermont. À l'âge de 16 ans, elle publie sa première contribution botanique, une flore des environs du lycée de Hartford ; elle s'intéresse ensuite aux bryophytes et plus particulièrement aux hépatiques.
À côté de son activité botanique, Annie Lorenz est aussi une excellente dessinatrice, une linguiste et une musicienne : ses solos au piano et ses tours de chants improvisés animent les réunions du Vermont Botanical Club et de la Connecticut Botanical Society.
Annie Lorenz est membre de différentes sociétés botaniques et autres :
- le Torrey Botanical Club ;
- l'American Association for the Advancement of Science ;
- la Sullivant Moss Society (en) ;
- la Vermont Botanical Society ;
- Connecticut Botanical Society, dont elle est trésorière durant plusieurs années ;
- le Hartford Musical Club ;
- le Garden Club of Hartford, dont elle est la première femme membre[3] ;
- la Asylum Hill Congregational Church (en)[1].

Morte subitement, après une courte maladie, dans un hôpital de Hartford le 11 juin 1927, elle est inhumée au cimetière de Cedar Hill à Hartford (en).

## Publications
Annie Lorenz est l'auteur d'une trentaine de contributions, la plupart publiées dans The Bryologist (en), Rhodora et le Bulletin of the Vermont Botanical Club, principalement sur les Hépatiques, et de quelques comptes-rendus de lecture (voir Evans 1928 pour une liste exhaustive de ses publications).

## Héritage
Annie Lorenz possèdait une belle bibliothèque, un herbier et une collection d'aquarelles d'hépatiques de toute de la Nouvelle-Angleterre, qui a été exposée au congrès de l'American Association for the Advancement of Science à Boston en 1909.
Sa bibliothèque a été achetée par E.K. Root et offerte pour créer la bibliothèque de la Connecticut Horticultural Society. Son herbier a été donné par son père à l'université Yale.

## Hommages
En 1909, Douin a nommé une espèce d'hépatiques, Cephaloziella lorenziana, en son honneur.